# La gran aventura de Mortadelo y Filemón
La gran aventura de Mortadelo y Filemón (bra: Mortadelo e Salaminho - Agentes Nada Secretos ou Mortadelo e Salaminho - Agentes Quase Secretos; prt: Mortadelo e Salamão - A Grande Aventura) é um filme espanhol de 1928, do gêneros comédia e espionagem, dirigido por Javier Fesser, com roteiro de Javier Fesser e Guillermo Fesser e estrelado por Benito Pocino e Pepe Viyuela. O filme é baseado nos quadrinhos Mortadelo y Filemón, de Francisco Ibáñez.

## Sinopse
O filme conta a história de um professor que criou uma invenção perigosa chamada Desmoralizador de Tropas, que é roubada a mando do ditador. Um detetive disfarçado é enviado a fim de recuperar o artefato. Quando esse detetive morreu, a dupla de agentes atrapalhados é enviada e precisa recuperar a invenção roubada.

## Elenco
- Benito Pocino como Mortadelo[5]
- Pepe Viyuela como Salaminho[5]
- Dominique Pinon como Fredy Mazas[5]
- Berta Ojea como Ofelia[5]
- Janusz Ziemniak como Nadiusko[5]
- Janfri Topera como Professor Bactério[5]

## Prêmios
O filme ganhou os seguintes Prêmios Goya em 2004:
- Melhor direção artística[6]
- Melhor design de produção[6]
- Melhores efeitos visuais[6]
- Melhor edição[6]
- Melhor maquiagem e penteado[6]